# 皮奇加普基奧山
10°26′59″S 76°05′22″W / 10.44972°S 76.08944°W
皮奇加普基奧山（Pichqa Pukyu），是秘魯的山峰，位於該國中部帕斯科大區，由帕斯科省的瓦里亞卡區負責管轄，屬於安地斯山脈的一部分，海拔高度4,400米。